# Гайда Лариса Анатоліївна
Лариса Анатоліївна Гайда (7 березня, 1956, с. Глодоси Хмелівського (нині Новоукраїнського) району Кіровоградської області) — українська краєзнавиця, педагогиня та музеєзнавиця. Почесний краєзнавець України, перша керівниця музею історії освіти Кіровоградщини , авторка понад 150 наукових та науково-методичних публікацій з проблем краєзнавства та освітянського музеєзнавства. Коло наукових інтересів — регіоналістика, краєзнавство, освітянське музейництво, краєзнавчий туризм.

## Життєпис
1962—1970 рр. — закінчила Вербівську восьмирічну школу Новоукраїнського району Кіровоградської області.
1970—1973 рр. — навчалась в Одеському медичному училищі № 3, присвоєно кваліфікацію «фармацевт».
1985—1990 рр. — навчання на заочному відділенні історичного факультету Кіровоградського державного педагогічного інституту ім. О.С.Пушкіна за спеціальністю «вчитель історії і суспільствознавства».

### Трудова діяльність
1973—1984 рр. — працювала у медичних закладах  Одеси та Кіровограда
1984—1986 рр. — Созонівська середня школа Кіровоградського району Кіровоградської області.
1986—2000 рр. — Кіровоградська обласна станція юних туристів (з 1992 року Кіровоградський обласний центр туризму, краєзнавства та екскурсій учнівської молоді — керівниця гуртка, методистка, завідувачка відділом краєзнавства.
2001-2020 — комунальний заклад Кіровоградський обласний інститут післядипломної педагогічної освіти імені Василя Сухомлинського завідувачка навчально-методичним кабінетом українознавства та краєзнавства, методистка науково-методичної лабораторії виховної роботи й формування культури здоров'я,  керівник музею історії освіти. Методистка вищої категорії.
Вчителька вищої категорії, викладала історію та основи правознавства у Гімназії імені Тараса Шевченка Кіровоградської міської ради; розробник і викладач курсу «Методика викладання українознавчих дисциплін» Кіровоградський державний педагогічний університет імені Володимира Винниченка; авторка навчально-методичного комплексу «Історичне краєзнавство та шкільне музейництво» (Кіровоградська педагогічна академія).
З 2014 – Педагогічний музей України], провідна наукова співробітниця. Розробниця електронних ресурсів «Музейна педагогіка" та «Музеї педагогів»; авторка віртуальних виставок «Шляхами шкільного краєзнавства», «Наталія Яковенко: до 75-річчя від дня народження»; співорганізаторка Всеукраїнських круглих столів «Музеї навчальних закладів як осередки патріотичного виховання» (2015), «Музейна педагогіка: український вимір» (2016), упорядниця книги «Шкільне музейництво у біографіях і фактах» (2022).
Авторка навчальної програми з позашкільної освіти туристсько-краєзнавчого напряму «Музеєзнавство» (основний рівень, розрахована на 3 роки навчання). (2023).

## Творчий доробок
Видала навчально-методичні посібники «Музеєзнавство у закладах освіти» (2006), «Музей у навчальному закладі» (2009); бібліографічний покажчик видань про Кіровоградщину (2009), «Каталог музеїв при навчальних закладах України» (2012). Укладачка регіональних навчальних програм з позашкільної освіти туристсько-краєзнавчого профілю «Історичне краєзнавство», «Юні музеєзнавці», «Кіровоградщина. Історія рідного краю» та навчальної програми курсу за вибором «Кіровоградщина. Історія рідного краю» (2014). Співавторка навчального посібника для загальноосвітніх навчальних закладів «Кіровоградщина. Історія рідного краю» (2012). Учасниця Міжнародних та Всеукраїнських науково-практичних конференцій, форумів, конгресів, семінарів, фестивалів. Має більше 150 публікацій з краєзнавчої та музеєзнавчої тематики в наукових, фахових та популярних виданнях України. Є організатором 8 обласних науково-практичних історико-краєзнавчих конференцій:
«Історія краю — очима юних» — (2000),
«Наш край в 1917—1920 роки» — (2001);
«XVIII століття в історії краю» — (2002),
«Культурно-освітні процеси краю у ХІХ столітті» — (2003),
«Актуальні аспекти дослідження історії міста, до 250-річчя заснування міста Єлисаветграда-Кіровограда» — (2004),
«Історія краю у 1920—1945 рр. та використання краєзнавчих матеріалів у навчально-виховному процесі» — (2005),
«Пам'ятки української історії та культури краю: стан дослідження, збереження та використання в освітньому просторі» — (2006),
«Український музей при навчальному закладі: історія і сучасність» 
Ініціаторка проведення щорічних обласних краєзнавчих Куценківських читань (з 2008 року) та обласних пам'яткознавчих студій імені Євгенії Чабаненко: «Інтеграція потенціалу українського пам'яткознавства в освітній простір краю» (2012), «Пам'ятки науки і техніки Кіровоградщини: дослідження та використання в освітньому просторі» (2013), "Пам'ятки монументального мистецтва Кіровоградщини: дослідження та використання у начально-виховному процесі (2015). Авторка книги «Вчителі краєзнавці — засновники музеїв Кіровоградщини» (2004). Укладачка видань: «З глибини віків. Збірка нарисів та статей з археології Кіровоградщини» (2012) ; «Стежинами пам'яті. З історії краєзнавчого руху на Кіровоградщині». Випуск І (2013). Співзасновниця та член редколегії видання «Краєзнавчий вісник» (2007, 2008, 2009) [Архівовано 18 січня 2022 у Wayback Machine.]. Організаторка дослідницько-просвітницьких проєктів: «Кіровоградщина — Кобзареві» (2014) [Архівовано 18 січня 2022 у Wayback Machine.], «Наш земляк Дмитро Чижевський — видатний вчений енциклопедист, історик науки і культури» (2014); «Кропивницький як бренд» (2018). Авторка концепції та змісту експозиції музейної кімнати з історії освіти Кіровоградщини (2009). Розробниця тематичних екскурсій та мандрівок: «Володимир Винниченко і наше місто», «Музеї Кіровоградщини — дітям».

### Громадська діяльність
Заступниця голови правління обласної організації Національної спілки краєзнавців України, секретарка конкурсної комісії з присудження , член Головної ради , член редколегії «Краєзнавчого вісника» — видання обласної організації Національної спілки краєзнавців України.

## Відзнаки
- Лауреатка обласної краєзнавчої премії імені Володимира Ястребова(2010, 2012) [Архівовано 18 січня 2022 у Wayback Machine.]
- «Почесний краєзнавець України» [Архівовано 13 червня 2017 у Wayback Machine.] (2011)
- Лауреатка премії Володимира Антоновича Українського товариства охорони пам'яток історії та культури (2015).